# Koningin Wilhelmina der Nederlanden (1892)
Koningin Wilhelmina der Nederlanden ( нід. Hr.Ms. Koningin Wilhelmina der Nederlanden ) був унікальним захищеним крейсером Королівського флоту Нідерландів, побудованим на Державній верфі (Rijkswerf) в Амстердамі.

## Конструкція
Офіційно класифікувався як "pantserdekschip" (нідер.), тобто "корабель з броньованою палубою". 
Основне озброєння корабля складалося з однієї гармати 28 cm A No. 2 (11 дюймів L/30). Допоміжним озброєнням була одна гармата 21 cm A No. 2 (8,2 дюйма L/35) і дві окремі гармати 17 cm A No. 2 (6,7 дюйма L/35).

## Історія служби
Корабель був названий на честь королеви Нідерландів Вільгельміни, яка була присутня на церемонії спуску на воду та охрестила корабель 22 жовтня 1892 року. Після ліквідації верфі, де почалося будівництво корабля, Koninklijke Fabriek van Stoomen andere Werktuigen в Амстердамі, його  взяла на себе Державна верф. 
У 1900 році корабель разом із броненосцем берегової оборони «Піт Хейн» та захищеним крейсером «Голанд» було відправлено до Шанхаю для захисту громадян європейських держав та голландських інтересів у регіоні під час Боксерського повстання. Десант з крейсера «Голланд» допомагав в обороні Шанхайської французької концесії, де було багато нідерландців.  «Кьонінгін Вільгельміна дер Нідерланден» і «Голанд» повернулися до Нідерландської Ост-Індії 9 жовтня. Під час цієї подорожі вони відвідали Сямень і Шаньтоу. 